# Rendición extraordinaria

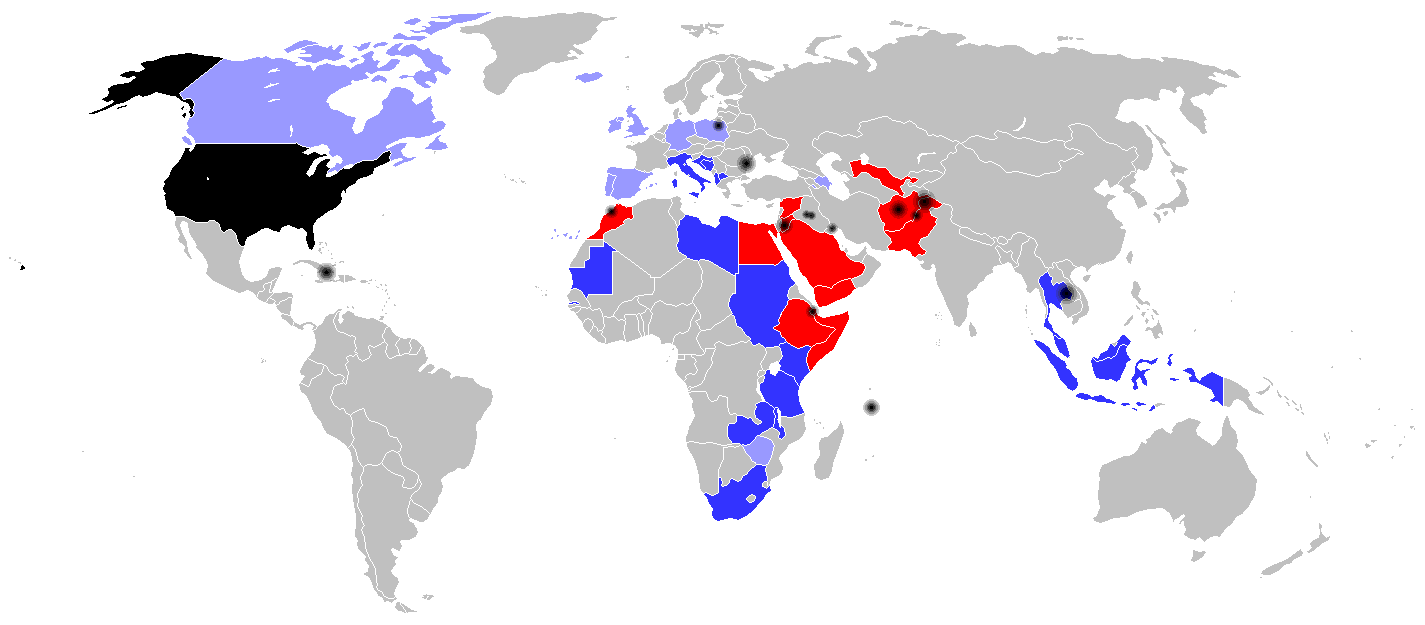
Rendición extraordinaria en el mundo.
Estados Unidos y presuntos "sitios negros de la CIA"
Supuestamente se han llevado a cabo rendiciones extraordinarias en estos países
Presuntamente detenidos ha sido transportados a través de estos países.
Presuntamente detenidos han llegado a estos países

Rendición extraordinaria es una expresión utilizada en los Estados Unidos y el Reino Unido para procedimientos extralegales mediante los cuales los sospechosos de terrorismo son secuestrados y enviados a otros países diferentes de Estados Unidos o el Reino Unido para encarcelamiento e interrogación, generalmente mediante tortura. Los críticos han acusado a la CIA al MI6 y a la OTAN de entregar sospechosos a otros países con el objetivo de evitar las leyes de los Estados Unidos que prohíben la tortura y han llamado esta práctica “tortura por proxy".
Las noticias de prensa describen que los sospechosos son arrestados, les son vendados los ojos, son esposados, sedados y transportados en jets privados u otros medios a los países de destino. Asimismo Estados Unidos proporciona los interrogadores y la lista de preguntas. Aunque Egipto es el destino más común, los sospechosos de terrorismo también son llevados a Jordania, Siria, Marruecos y Uzbekistán.
En un número de casos, los sospechosos a quienes se les ha practicado el procedimiento han resultado ser personas inocentes.
Según el exagente de la CIA Bob Baer, “Si usted quiere una interrogación seria, envía el prisionero a Jordania; si usted quiere que sea torturado lo envía a Siria; y si usted quiere que desaparezca y no volverlo a ver, lo envía a Egipto”.

## Introducción
En términos generales, la expresión “rendición extraordinaria” o “rendición irregular” o “entrega extraordinaria” hace referencia al proceso mediante el cual un gobierno promueve el secuestro de una persona y luego su traslado extrajudicial de un país a otro.
En Estados Unidos, el primer caso bien conocido de rendición extraordinaria fue el de un secuestrador de avión, raptado en Italia y trasladado a EE. UU. para su enjuiciamiento, con la autorización del presidente Ronald Reagan.
El presidente Bill Clinton autorizó la rendición extraordinaria con destino a países conocidos por practicar la tortura, lo que se llamó “Tortura por poder” o “Tortura por procuración”, (en el sentido de “Tortura por encargo”).
La administración del presidente George W. Bush, “entregó” cientos de los así llamados “combatientes ilegales” (a menudo nunca acusados de ningún crimen) a la tortura por procuración y a sitios controlados por EE. UU. para un programa de tortura bajo el eufemismo de “técnicas de interrogación mejorada”.
Las rendiciones extraordinarias continuaron con frecuencia reducida durante la administración de Barack Obama: en vez de ser sometidos a tortura, la mayoría de los secuestrados han sido interrogados y luego llevados a EE. UU. para su enjuiciamiento.
Las rendiciones extraordinarias siguen siendo una clara violación a la legislación internacional y al debido proceso.
En julio de 2014 la Corte Europea de Derechos Humanos condenó al gobierno de Polonia por participar en rendiciones extraordinarias de la CIA, ordenando a Polonia a pagar una compensación a hombres que habían sido secuestrados, llevados a uno de los centros clandestinos de detención de la CIA en Polonia y torturados. En total, se sabe que 54 países han estado involucrados con las rendiciones extraordinarias de EE. UU.

## Antecedentes
Hacia el 2005, críticos argumentaron que había sujetos sometidos a tortura con el conocimiento o complacencia de EE. UU. (el traslado de cualquier persona, a cualquier lugar, con el propósito de aplicación de tortura, es una violación de la ley de EE. UU.). Adicionalmente, ex detenidos, como el ciudadano australiano Mamdouh Habib, reclamaron haber sido transferidos a otros países para ser sometidos a interrogatorio bajo tortura. En diciembre de 2005 Condoleezza Rice, entonces Secretaria de Estado de EE. UU., afirmó que:
 Los Estados Unidos no han transportado a nadie y no transportarán a nadie, a un país donde creamos pueda ser torturado. En su caso, los Estados Unidos buscan garantías de que las personas transferidas no serán torturadas.
Desde 2001 a 2005, oficiales de la CIA capturaron un estimado de 150 personas y los transportaron alrededor del mundo.
Las revelaciones sobre el programa de EE. UU. han impulsado en Europa varias investigaciones oficiales sobre las presuntas detenciones secretas y traslados ilegales de detenidos que involucran a Estados miembros del Consejo de Europa. En la resolución del 27 de junio de 2006 del Consejo de Europa se estima que 100 personas habían sido secuestradas por la CIA en territorio de la UE (con la colaboración de miembros del Consejo de Europa), y entregadas a otros países, a menudo después de haber transitado a través de centros clandestinos de detención de la CIA (“black sites”), algunos situados en Europa. De acuerdo al informe independiente del Parlamento Europeo del 14 de febrero de 2007, la CIA ha realizado 1245 vuelos, muchos de ellos a destinos en los que los sospechosos podrían enfrentar la tortura, en violación del artículo 3 de la Convención de las Naciones Unidas contra la Tortura. Una gran mayoría del Parlamento de la Unión Europea respaldó la conclusión del informe de que muchos Estados miembros toleraron acciones ilegales de la CIA, y criticó a varios gobiernos europeos y agencias de inteligencia por su falta de voluntad para cooperar con la investigación.
Pocos días después de su toma de posesión en 2009, el presidente de Estados Unidos Barack Obama firmó una Orden Ejecutiva en oposición a la implementación de tortura y estableció un grupo de trabajo para formular recomendaciones acerca de los procesos para prevenir la implementación de tortura. Al mismo tiempo que la administración Obama tomó distancia de algunas de las más duras técnicas de contra-terrorismo, también expresó que continuarían, por lo menos, algunas formas de rendición. A partir de 2011, la administración permitió la rendición solo "a un país con jurisdicción sobre ese individuo (para el enjuiciamiento de esa persona)," cuando hay garantías diplomáticas "que no va a ser tratado inhumanamente”

## Definiciones
En términos legales, 'Rendición' significa la transferencia de personas de una jurisdicción a otra y un acto de entrega, ambos luego de procedimientos legales y de acuerdo con la ley. Sin embargo, “Rendición extraordinaria” es una rendición extra legal, es decir, por fuera de la ley (ver: secuestro). 'Rendición' refiere a la transferencia; no entran en la definición estricta de “rendición extraordinaria” la aprehensión, la detención, el interrogatorio y otras prácticas que ocurren antes y después del movimiento y el intercambio de prisioneros extrajudiciales. En la práctica, el término se utiliza ampliamente para describir este tipo de prácticas, en particular la detención inicial. Este último uso se extiende a la transferencia por parte de los EE. UU., de sospechosos de terrorismo con destino a los países conocidos por torturar prisioneros o emplear técnicas de interrogatorio duras que pueden elevarse al nivel de tortura.
La administración Bush admitió libremente esta práctica; indicando, entre otras disposiciones, que han pedido expresamente que la tortura no debe ser utilizada.Sin embargo, la tortura todavía puede ocurrir a pesar de estas disposiciones y existe mucha documentación alegando que ha sucedido en muchos casos. En estos casos, el captor inicial permite la posibilidad de la tortura a partir de la liberación del prisionero a la custodia de países que practican la tortura.
La siguiente distinción de grado es la que refiere a la intención, donde continúa gran parte de la búsqueda de pruebas. Se ha alegado que algunos de los detenidos han sido torturados con el conocimiento, la aquiescencia o aún la participación de las agencias de Estados Unidos. La transferencia de cualquier persona, a cualquier lugar, con el propósito de tortura, sería una violación a la legislación de EE. UU. El abogado de Nueva York Marc D. Falkoff, declaró que tal evidencia, es decir, la transferencia a los efectos de la tortura, era una práctica operativa. En una presentación ante la corte, Falkoff describe un memo clasificado de transferencia de un prisionero desde el campo de detención de Guantánamo. En él parece señalarse que como no podía utilizarse tortura, la información no había podido ser recuperada, y se expresaba la recomendación de que el prisionero se enviará a una nación que practicara tortura.

### Rendición irregular
El uso estadounidense de "rendición irregular" es una alternativa familiar a la extradición, y es el mismo proceso que la rendición extraordinaria. Implica secuestro o engaño. En opinión de los Estados Unidos, el secuestro de un acusado en el extranjero y su devolución a los Estados Unidos para su enjuiciamiento no elimina la jurisdicción de los tribunales estadounidenses a menos que un tratado de extradición aplicable exija explícitamente ese resultado.

#### Ejemplos
Esta es una lista no exhaustiva de algunos ejemplos de rendiciones irregulares.
- John Surratt, 1866

Estados Unidos ejerció jurisdicción extraterritorial sobre John Surratt, un posible conspirador en el asesinato del presidente Abraham Lincoln. Los agentes del orden público devolvieron a Surratt a los Estados Unidos en 1866 después de haber huido a Alejandría, Egipto.
- Frederick Ker, 1886

Un agente de Pinkerton, Henry Julian, fue contratado por el gobierno federal para recoger a Frederick Ker, que había huido a Perú. Aunque Julian tenía los documentos de extradición necesarios, descubrió que no había ningún funcionario para cumplir con su pedido debido a la reciente ocupación militar chilena de Lima. En lugar de regresar a casa con las manos vacías, Julián secuestró al fugitivo con la ayuda de las fuerzas chilenas, y lo colocó en un barco estadounidense que regresaba a Estados Unidos.
- Shirley Collins, 1952

Shirley Collins fue secuestrada en una estación de autobuses en Chicago, Illinois, debido a que era sospechosa de un caso de asesinato en Míchigan. Las autoridades de Míchigan fueron a Illinois y retuvieron por la fuerza a la acusada, para llevarla de vuelta a Míchigan y ser juzgada por el asesinato. Afirmó que las autoridades de Chicago la habían agarrado por la fuerza, esposado y golpeado con un pequeño elemento de cuero. Al ser llevada al Departamento de Policía de Chicago, le negaron asesoramiento y le golpearon nuevamente cuando se negó a regresar a Míchigan para ser juzgada, esta vez por las autoridades de Míchigan y Chicago.
- Francisco Toscanino, 1974

Francisco Toscanino fue tomado por la fuerza en Italia y llevado de regreso a los Estados Unidos, debido a que fue acusado de intento de contrabando de narcóticos a los Estados Unidos. La policía uruguaya retuvo por la fuerza al italiano, 
lo drogó y lo entregó a las autoridades estadounidenses. Una vez bajo custodia estadounidense, las autoridades lo torturaron mediante electrocución, inanición y enjuagaron sus ojos y nariz con alcohol, además de practicarle enemas con esta y otras sustancias.
- Julio Juventino Lujan, 1975

El acusado fue secuestrado en un país extranjero y llevado a los Estados Unidos para enfrentar un juicio por violación a la ley de narcóticos. Lujan cuestionó la jurisdicción de la corte sobre su persona basándose en la forma en que fue arrestado.
- Dan “Tito” Davis, 2007

Davis fue un fugitivo de los Estados Unidos durante más de 10 años cuando fue secuestrado en Venezuela por fuerzas paramilitares, entregado a la Seguridad Nacional de los Estados Unidos en el aeropuerto, trasladado a Miami y entregado al Servicio de Alguaciles de los EE. UU. para obtener sentencia por sus cargos por drogas.

## Casos históricos

### SigloXX
Los Estados Unidos han usado en forma creciente la rendición extraordinaria, como una herramienta en su “guerra contra el terror”. El objetivo fue enfrentar el tema de los extranjeros de los cuales se requería información especial, ignorando el normal proceso de extradición contemplado por la legislación internacional. Los modernos métodos de rendición, incluyen un formato denominado “rendición extraordinaria”, mediante el cual los sospechosos son puestos bajo la custodia de EE. UU., pero entregados a un tercer país, a menudo sin haber estado nunca en suelo de los EE. UU. y sin involucrar a los países afectados. Documentos recuperados de oficinas de Relaciones Exteriores de Libia, durante el gobierno de Muammar Gaddafi, luego de la guerra civil de Libia del 2011, sugieren que la CIA y el MI6 del Reino Unido entregaron sospechosos al gobierno de Libia, sabiendo que podrían ser torturados. En una directiva presidencial firmada por el presidente Bill Clinton en 1995, se le concedió autorización a la CIA para usar la rendición a los EE. UU. de los terroristas acusados mediante un procedimiento establecido por el presidente George H. W. Bush en enero de 1993.
La CIA fue acusada de entregar sospechosos a otros países, con el objeto de eludir la legislación de EE. UU. que ordena debido proceso y prohíbe la tortura. Los críticos han llamado a esta práctica “vuelos de tortura”. Los defensores de esta práctica argumentan que son más exitosos al momento de evaluar la obtención de información, los interrogatorios en lengua nativa y con una base cultural en común entre el interrogador y el sospechoso.
En algunos casos, personas sospechosas capturadas mediante este procedimiento resultaron inocentes. En los casos de Khalid El-Masri y Maher Arar, la rendición extraordinaria parece haber sido utilizada con civiles inocentes, que también sufrieron detenciones prolongadas. Se informó que la CIA ha puesto en marcha una investigación sobre estos casos (a los cuales se refiere como “rendición errónea”).

### Casos destacados

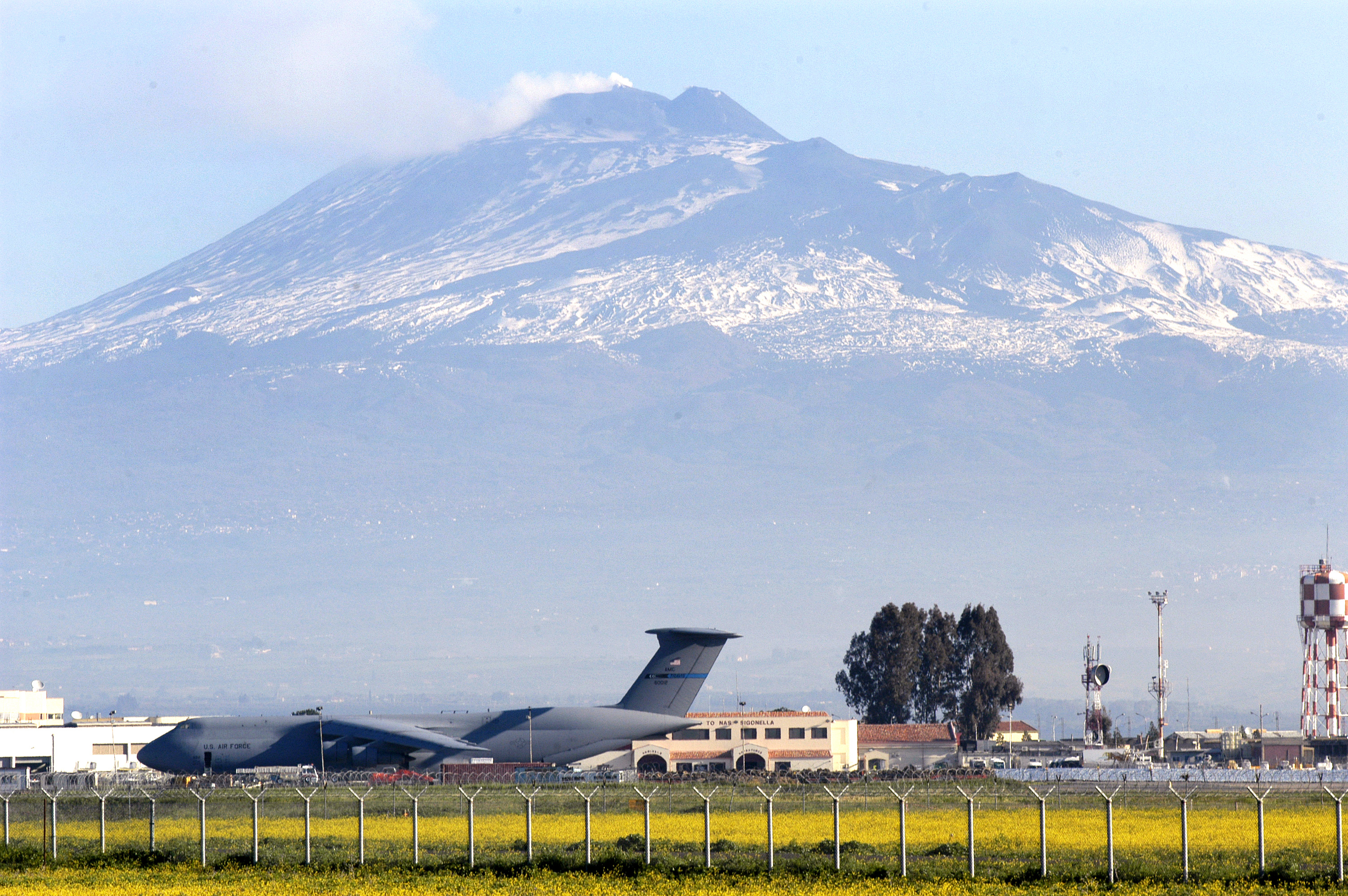
Unidad US Navy 030325-N-9693M-001 de la Fuerza Aérea de EE. UU en la Base Aérea de Sigonella. Al fondo el monte Etna

El primer caso bien conocido de rendición extraordinaria involucró a los secuestradores del crucero Achille Lauro en 1985: luego de que se les hubiera asignado un vuelo y estaban en ruta en espacio aéreo internacional, aviones de combate de la Marina de EE. UU. los forzaron a aterrizar en la Base Aérea de Sigonella, una base militar italiana en Sicilia, utilizada por la Marina de EE. UU. y la OTAN. Los EE. UU. estaban intentando que los secuestradores quedaran dentro del alcance jurídico de su gobierno, para poder trasladarlos y juzgarlos en EE. UU.
En septiembre de 1987, durante la administración Reagan, EE. UU. ejecutó una rendición extraordinaria, cuyo nombre en código fue "vara de oro", en una operación conjunta FBI-CIA. Los agentes atrajeron a Fawaz Yunis, que era buscado en los tribunales de Estados Unidos por su participación en el secuestro de un avión jordano que tenía a bordo ciudadanos estadounidenses, hacia un barco frente a las costas de Chipre, que luego fue llevado a aguas internacionales, donde fue arrestado. “El gobierno de Reagan no realizó este secuestro a la ligera. El entonces director del FBI, William H. Webster se había opuesto a un intento anterior de arrebatar a Yunis, con el argumento de que Estados Unidos no debería adoptar las tácticas de Israel, que había secuestrado a Adolf Eichmann en una calle residencial de Buenos Aires, Argentina, en 1960. En 1984 y 1986, durante una ola de ataques terroristas, el Congreso aprobó leyes que establecieron que la piratería aérea y los ataques contra los estadounidenses en el extranjero se consideraban delitos federales. Ronald Reagan endureció estas leyes mediante la firma de una directiva secreta de acción encubierta en 1986, que autorizaba a la CIA a secuestrar, en cualquier lugar del mundo, a los extranjeros buscados por terrorismo. Una nueva palabra entró en el diccionario de las relaciones exteriores de Estados Unidos: "rendición".
La Unión Estadounidense por las Libertades Civiles declara que la rendición extraordinaria fue desarrollada durante la administración Clinton. Hacia mitad de los años '90, los oficiales de la CIA estaban tratando de localizar y desmantelar las organizaciones del fundamentalismo islámico, es particular Al Qaeda, en el Medio Oriente.
De acuerdo a Richard Clarke, oficial de la administración Clinton: “Las 'rendiciones extraordinarias' eran operaciones para detener a los terroristas en el extranjero, por lo general sin el conocimiento del gobierno anfitrión y casi siempre sin reconocimiento público... La primera vez que propuse un secuestro, en 1993, el abogado de la Casa Blanca, Lloyd Cutler, exigió una reunión con el presidente para explicar cómo esto violaba el derecho internacional. Clinton parecía estar del lado de Cutler hasta que Al Gore se unió tardíamente a la reunión, después de haber volado durante la noche desde Sudáfrica. Clinton resumió los argumentos de ambas partes para Gore: 'Lloyd dice esto. Dick dice eso.' Gore se rio y dijo: "Eso es una obviedad. Por supuesto que es una violación del derecho internacional, es por eso que es una acción encubierta. El tipo es un terrorista. A tomar su culo.”
Tanto en el caso de Reagan como de Clinton, las acciones involucraron la aprehensión en el extranjero de conocidos terroristas, utilizando medios encubiertos, de ser necesario. La administración Bush expandió esta política luego de los ataques de 9/11.

En una entrevista del periódico The New Yorker a Michael Scheuer, veterano de la CIA y uno de los autores del programa de rendiciones bajo la administración Clinton, la escritora Jane Mayer apuntó,
En 1995, agentes de EEUU propusieron el programa de rendición a Egipto, dejando claro que tenían los recursos para ubicar, capturar y transportar sospechosos de terrorismo globalmente, incluyendo el acceso a una pequeña flota de aviones. Egipto abrazó la idea... 'Lo que era inteligente, ya que algunas de las personas de alto rango de Al Qaeda eran egipcias' dijo Scheuer. 'Servía a los objetivos estadounidenses conseguir que estas personas fueran detenidas y servía a los objetivos egipcios conseguir que estas personas volvieran, donde podrían ser interrogadas'. Técnicamente la ley estadounidense requiere que la CIA busque 'garantías' de parte de los gobiernos extranjeros de que los sospechosos entregados no serán torturados. Scheuer me dijo que esto se hizo, pero que el 'no estaba seguro' que fueran firmados los documentos que confirmaban este acuerdo.”
Scheuer dio su testimonio en 2007, ante el Congreso, afirmando que ninguna de esas garantías fue recibida.

Reconoció que el tratamiento de los prisioneros puede no haber estado "a la altura de los estándares de Estados Unidos." Él afirmó,
Este es un asunto sin importancia, porque la meta del programa de rendiciones era proteger a Estados Unidos, y los combatientes entregados a los gobiernos de Oriente Medio están ahora muertos o en lugares desde los cuales no pueden dañar a los Estados Unidos. Misión cumplida, como dice el refrán.
A partir de entonces, con la aprobación del Presidente Clinton y una directiva presidencial, la CIA eligió enviar sospechosos a Egipto, donde fueron entregados a la central egipcia de Servicios Generales de Inteligencia (Mukhabarat).

### SigloXXI
Luego de los ataques del 11 de septiembre de 2001, los EE. UU., particularmente la CIA, han sido acusados de la entrega de cientos de personas sospechadas por el gobierno de ser terroristas -o de complicidad con organizaciones terroristas- a terceros países tales como Egipto, Marruecos y Uzbekistán. Tales detenidos fantasma eran mantenidos por fuera del sistema judicial, a menudo sin nunca haber entrado a territorio de EE. UU., y podían o no, finalmente ser transferidos a la custodia de EE. UU.

De acuerdo a un artículo escrito por Dana Priest y publicado por el Washington Post el 4 de diciembre de 2005: 
Los miembros del grupo de rendición seguían un procedimiento simple pero estándar: vestidos de negro de la cabeza a los pies, incluyendo máscaras, vendan los ojos y quitan las ropas de sus nuevos cautivos... Preparan a los detenidos … para lo que puede ser un viaje de un dia de duración. Sus destinos: o bien un centro de detención operado por países colaboradores en Oriente Medio y Asia Central, como Afganistán, o una de las propias prisiones encubiertas de la CIA llamadas “black sites" en los documentos clasificados y que estuvieron operando en ocho países, entre ellos varios de Europa del Este.
Siguiendo la investigación iniciada en Europa, incluidas las investigaciones realizadas por el senador suizo Dick Marty, quien dio a conocer un informe público en junio de 2006, el Senado de Estados Unidos, en diciembre de 2005, estaba cercano a aprobar una medida que incluiría enmiendas requiriendo que el director de Inteligencia Nacional proporcione actualizaciones regulares y detalladas sobre los centros de detención secretos gestionados por los Estados Unidos en el extranjero y dé cuenta del tratamiento y la condición de cada prisionero.

## Metodología informada
Los medios de comunicación describen a los sospechosos al ser arrestados, con los ojos vendados, esposados y sedados, o secuestrados de otra manera, y transportados al país de destino en un avión privado o por otros medios.
Los informes también dicen que los países de entrega han proporcionado interrogadores con listas de preguntas.

### Traslados aéreos

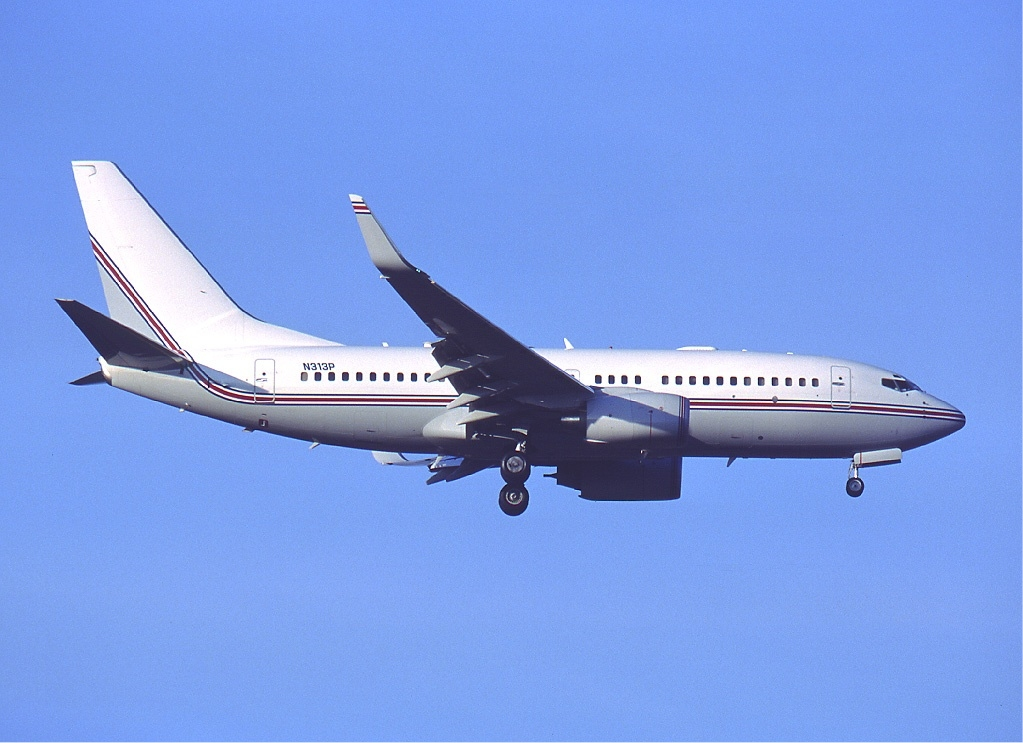
Boeing 737-700 utilizado en servicio de transporte de ejecutivos, en Fráncfort (Alemania), el 11 de enero de 2003.

El 4 de octubre de 2001, en Bruselas se realiza un acuerdo secreto entre todos los miembros de la OTAN. George Robertson, el secretario de Defensa británico y más tarde secretario general de la OTAN, más adelante explicará que los miembros de la OTAN acordaron proporcionar "autorizaciones de sobrevuelo cubiertas para los Estados Unidos y aviones de otros aliados, para vuelos militares relacionados con operaciones contra el terrorismo".

#### Plan de vuelo internacional de Jeppesen Boeing
El 23 de octubre de 2006, el “New Yorker” informó que Jeppesen, una subsidiaria de la empresa Boeing, gestionaba la planificación logística de los vuelos de rendición extraordinaria de la CIA. La afirmación se basa en la información de un exempleado que citó a Bob Overby, director gerente de la empresa, diciendo "Hacemos todo lo de los vuelos de las entregas extraordinarias, ya sabes, los vuelos de tortura. Seamos realistas, algunos de estos vuelos terminan de esa manera. Ciertamente paga bien". El artículo llegó a sugerir que esto puede hacer que Jeppesen resulte un acusado potencial en una demanda del caso Khaled El-Masri. Jeppesen fue acusado en una demanda presentada por la Unión Estadounidense por las Libertades Civiles (ACLU, por su sigla en inglés) el 30 de mayo de 2007, en nombre de varios otros individuos que eran supuestamente objeto de entregas extraordinarias.
La demanda fue desestimada el 8 de septiembre de 2010 por un tribunal federal de apelaciones, con el argumento de que "ir más hacia adelante, podría revelar secretos de Estado".

### Centros clandestinos de detención de la CIA - “Black sites”
En 2005, el Washington Post y el Observatorio de Derechos Humanos (HRW) publicaron revelaciones acerca de los vuelos y los centros clandestinos de detención de la CIA, prisiones secretas operadas por la CIA y cuya esistecia es negada por el gobierno de EE. UU. El Parlamento Europeo publicó un informe en febrero de 2007 concerniente al uso de esos centros de detención secretos y a las rendiciones extraordinarias. Estos centros de detención violan el Convenio Europeo de Derechos Humanos (CEDH) y la Convención contra la tortura y otros tratos o penas crueles, inhumanas o degradantes de la ONU; tratados que todos los Estados miembros de la Unión Europea están obligados a cumplir.
De acuerdo a ABC News, han sido cerradas dos de esas instalaciones, en países mencionados por el Observatorio de Derechos Humanos, debido a la reciente publicidad. Los oficiales de la CIA dicen que los prisioneros fueron reubicados en el desierto del norte de África. De estos 11 valiosos prisioneros de Al-Qaeda, 10 han sido sujetos en el arsenal secreto de la CIA a duras técnicas de interrogación, algunas veces llamadas “técnicas de interrogatorio mejoradas”, autorizadas por alrededor de 14 oficiales de la CIA.

#### Rendiciones extraordinarias y centros clandestinos de detención en Europa

Supuestas rutas aéreas de vuelos ilegales de "rendición extraordinaria" de la CIA, según información del periódico Rzeczpospolita

En enero de 2005, el senador suizo Dick Marty, representante del Concejo de Europa a cargo de las investigaciones europeas, concluyó que la CIA había secuestrado 100 personas en Europa -calificados como detenidos fantasma- y luego las había entregado a un país donde podrían haber sido torturadas. Marty calificó el secuestro de Hassan Mustafa Osama Nasr ("Abu Omar") en Milán en febrero de 2003 como un “perfecto ejemplo de rendición extraordinaria”.
El periódico “The Guardian” informó el 5 de diciembre de 2005, que el gobierno británico es “culpable de quebrar la ley internacional, si con conocimiento, permitió que vuelos secretos de la CIA de 'rendición' de sospechosos de terrorismo, aterrizaran en aeropuertos del Reino Unido, de acuerdo al informe de juristas norteamericanos”.

#### Críticas al “Washington Post” por no divulgar la ubicación de los centros clandestinos de detención
Sobre la decisión del Washington Post de retener la información acerca de la ubicación de las prisiones secretas de la CIA, la organización FAIR (sigla de Fairness and Accuracy in Reporting, en español 'Equidad y Exactitud en la Información'), comentó que teniendo en cuenta que las revelaciones “podrían exponer al Gobierno de EEUU a desafíos legales, en particular en tribunales extranjeros, y aumentar el riesgo de condena política en el país y en el extranjero”, el 'Post' había hecho su parte para minimizar esos riesgos. Sin embargo, según FAIR, "la posibilidad de que las acciones ilegales e impopulares del gobierno puedan ser interrumpidas, no es una consecuencia a temer, no obstante que es el punto central de la Primera Enmienda de la Constitución de los Estados Unidos... Sin el dato básico de dónde están estas prisiones, es difícil, si no imposible que los 'desafíos legales' o la 'condena política' obligue a cerrarlas". FAIR argumentó que el daño hecho a la reputación mundial de los Estados Unidos por la continua existencia de cárceles clandestinas, era más peligroso que cualquier amenaza causada por la exposición de sus ubicaciones.
De acuerdo a la publicación Raw Story, la prisión polaca identificada por la periodista Larisa Alexandrovna y el oficial de inteligencia polaco David Dastych es la base Stare Kiejkuty.
El complejo en Stare Kiejkuty, un conglomerado de la era soviética utilizado en su momento por la inteligencia alemana en la Segunda Guerra Mundial, es más conocido por haber sido la única escuela rusa de formación en inteligencia, para operar fuera de la Unión Soviética. Su importancia en la era soviética sugiere que puede haber sido la primera instalación identificada, (pero nunca nombrada), cuando Dana Priest del Washington Post, reveló en noviembre de 2005 la existencia de la red de prisiones secretas de la CIA.
Tanto Alexandrovna como Dastych han afirmado que sus fuentes les dijeron que la misma información y documentos fueron proporcionados al Washington Post en 2005. Adicionalmente, identificaron la metodología aplicada para ocultar las prisiones secretas:
Los ex funcionarios de inteligencia europeos y estadounidenses indican que las prisiones secretas en toda la Unión Europea, identificados inicialmente por el Washington Post, son probablemente lugares no permanentes, lo que dificulta su identificación y localización.
Las autoridades dijeron que lo que algunos creen que era una red de prisiones secretas, fue probablemente una serie de instalaciones que Estados Unidos utilizaba temporalmente cuando sea necesario. Las prisiones secretas provisionales (instalaciones secretas utilizadas para actividades encubiertas), pueden ser tan pequeñas como una habitación en un edificio del gobierno, que sólo se convierte en un sitio clandestino cuando un prisionero es llevado para su detención e interrogatorio de corto plazo.

Explicaron que “Un sitio tal, dijeron las fuentes, debía haber estado cerca de un aeropuerto”. El aeropuerto en cuestión es el Aeropuerto Internacional de Szczytno-Szymany, de acuerdo a Alexandrovna y Dastych.
En respuesta a estas declaraciones, el exjefe de inteligencia polaco, Zbigniew Siemiatkowski, se embarcó en una batalla mediática y afirmó que las acusaciones formuladas por Alexandrovna y Dastych eran "... parte de la batalla política interna en los EE. UU. sobre quién va a suceder al actual presidente republicano George W. Bush", según la agencia de noticias alemana Deutsche Presse Agentur".

#### Buques prisión
Los EE. UU. también fueron acusados de operar “buques-prisión” para alojar y transportar detenidos en su Guerra contra el terrorismo, de acuerdo a abogados de derechos humanos. Ellos han reclamado que los EE. UU. tratan de ocultar la cantidad y la ubicación de los detenidos.

## Casos significativos

### Caso Khaled Masri
Khaled Masri (o Khalid El-Masri o Khaled El-Masri) (nacido el 29 de junio de 1963) es un ciudadano alemán erróneamente secuestrado por la policía de Macedonia y entregado a los EE. UU. (CIA). Mientras permanecía bajo custodia de EE. UU., fue trasladado en avión a Afganistán, donde fue retenido en un centro clandestino de detención de la CIA, interrogado, golpeado, desnudado, sodomizado y sujeto a otros tratos inhumanos y degradantes, que llegaron a veces a la tortura. Luego que El-Masri iniciara huelgas de hambre y fuera mantenido por cuatro meses en “Salt Pit” (el nombre en código de un aislado y secreto centro de detención e interrogación en Afganistán), la CIA admitió finalmente que su detención y tortura había sido un error, y lo liberó. Se cree que El-Masri es uno de los aproximadamente 3000 detenidos que la CIA ha secuestrado entre 2001 y 2005.

### Caso Abu Omar
El 17 de febrero de 2003, Hassan Mustafa Osama Nasr (alias “Abu Omar”) fue secuestrado por la CIA en Milán, Italia, y deportado a Egipto. Su caso ha sido calificado por el senador suizo Dick Marty como un “ejemplo perfecto de rendición extraordinaria”. Abu Omar fue secuestrado cuando caminaba hacia su mezquita en Milán para las oraciones del mediodía. Fue transportado en un Lear Jet (usando la clave de llamada SPAR 92) a la Base Aérea Ramstein, en Alemania. “SPAR”, (sigla de Special Air Resorces – Recursos Aéreos Especiales) es una clave de llamada de transporte aéreo, utilizada por altos oficiales militares norteamericanos y civiles de alto nivel (VIPs). Un segundo avión lo llevó a El Cairo, donde fue encarcelado y, según su declaración, torturado.
El junio de 2005, el juez italiano Guido Salvini emitió una orden de detención de 13 personas imputadas de ser agentes o personal de la CIA relacionadas con el secuestro de Hassan Mustafa Osama Nasr. En diciembre de 2005, una corte italiana emitió una orden europea de detención y entrega o euroorden contra 22 agentes de la CIA sospechosos de este secuestro, (incluidos Robert Seldon Lady, Eliana Castaldo, el teniente coronel Joseph L. Romao, etc.)
La CIA no ha hecho comentarios sobre el caso, en tanto que el gobierno de Silvio Berlusconi ha negado cualquier conocimiento sobre un complot para el secuestro.
El 6 de diciembre de 2005, el Washington Post informó sobre documentación de la corte italiana, que mostraba que la CIA trató de engañar a la policía antiterrorista italiana, que estaba buscando al religioso en ese momento. Robert S. Lady, a cargo de la subestación de la CIA en Milán, fue implicado en el secuestro. En una opinión escrita sustentando la orden de detención, el juez Enrico Manzi escribió que la evidencia tomada de la casa de Lady "elimina cualquier duda sobre su participación en la fase preparatoria del secuestro".
Lady, sin embargo, alegó que la evidencia había sido reunida en forma ilegal y negó su vinculación con el secuestro. Recientemente, en la web han aparecido imágenes de Robert Lady y otros acusados.
Marco Mancini, director de antiterrorismo y contraespionaje de SISMI (sigla de 'Servizio per le Informazioni e la Sicurezza Militare', Servicio de Inteligencia y Seguridad Militar) y Gustavo Pignero, el director del departamento en 2003, han sido arrestados por complicidad en el secuestro, con el agravante de abuso de poder. Los jueces italianos emitieron 26 euroórdenes para ciudadanos norteamericanos en relación con este caso. Un juez también emitió órdenes de captura para cuatro norteamericanos; tres agentes de la CIA y un oficial de la Fuerza Aérea de EE. UU. que, al momento del secuestro, comandaba las fuerzas de seguridad en la base aérea de Aviano.
El 12 de febrero de 2007, (casi exactamente 4 años después de su secuestro), el abogado de Hassan Mustafa Osama Nasr dijo que había sido liberado por Egipto y estaba de vuelta con su familia.
El 4 de noviembre de 2009, un juez italiano condenó por el secuestro a 22 supuestos o conocidos agentes de la CIA, un coronel de la Fuerza Aérea de Estados Unidos y dos agentes secretos italianos. Estas fueron las primeras condenas legales en el mundo contra personas involucradas en el programa de entregas extraordinarias de la CIA.

### Caso Majid Mahmud Abdu Ahmad
En su edición del 8 de diciembre de 2005, “Los Ángeles Times” publica un relato que parece corroborar las afirmaciones de “tortura por apoderado”. Menciona que los abogados de Majid Mahmud Ahmad Abdu, un detenido del Pentágono en la base de Guantánamo, presentaron una petición para evitar su transferencia a países extranjeros.
Según la descripción de la petición de un memo clasificado del Departamento de Defensa del 17 de marzo de 2004, su contenido dice "funcionarios sugirieron enviar Ahmad a un país extranjero no especificado, que empleara la tortura, con el fin de aumentar las posibilidades de extraer información de él".
El Sr. Falkoff, en representación de Ahmad, continuó: "Sólo hay un significado que se puede extraer de este breve pasaje", dice la petición. "El gobierno cree que el Sr. Ahmad posee información que él quiere, pero que no puede extraer sin torturarlo." La petición avanza diciendo que, debido a que la tortura no está permitida en Guantánamo, “la recomendación es que el Sr. Ahmad debería ser enviado a otro país donde pueda ser interrogado bajo tortura.”
En un informe, en relación con las denuncias de vuelos de la CIA, el 13 de diciembre de 2005, el ponente y presidente del Comité de Asuntos Jurídicos y Derechos Humanos de la Asamblea Parlamentaria del Consejo de Europa, el concejal por Suiza Dick Marty, concluyó: "Los elementos que hemos recogido hasta el momento, tienden a reforzar la credibilidad de las alegaciones sobre el transporte y la detención temporal de los detenidos -fuera de todo el procedimiento judicial- en países europeos."
En una conferencia de prensa en enero de 2006, afirmó que él “estaba personalmente convencido de que los Estados Unidos habían emprendido actividades ilegales en Europa en el transporte y detención de prisioneros”

### Caso Muhammad Bashmila
Muhammad Bashmila, un exprisionero secreto, ahora libre en Yemen, dio una entrevista al programa Newsnight de la BBC, donde habló de su traslado de Afganistán a un centro de detención donde hacía frío, la comida parecía europea y se celebraban oraciones vespertinas. Se sospecha de algún lugar de Europa del Este.

### Caso Maher Arar
Maher Arar, nacido en Siria y con doble ciudadanía, siria y canadiense, fue detenido en el Aeropuerto Internacional Kennedy el 26 de septiembre de 2002, por oficiales del servicio de Inmigración y Naturalización. Él estaba dirigiéndose a Canadá, luego de una vacaciones familiares en Túnez. Después de casi dos semanas, soportando horas de interrogatorio, fue enviado, esposado y atado, en un jet privado a Jordania y luego a Siria, en lugar de ser deportado a Canadá. Allí fue interrogado y torturado por la inteligencia siria. Maher Arar fue finalmente puesto en libertad un año después. Le dijo a la BBC que fue torturado en varias ocasiones durante la detención 10 meses en Siria, a menudo golpeado en las palmas de sus manos con cables metálicos. Oficiales de inteligencia sirios le obligaron a firmar una confesión que lo vincula a Al Qaeda.
Finalmente fue liberado luego de la intervención del gobierno de Canadá. El gobierno de Canadá presentó una queja oficial ante el gobierno de Estados Unidos en protesta por la deportación de Arar. El 18 de septiembre de 2006, una investigación pública de Canadá presentó sus conclusiones, desvinculando totalmente a Arar de cualquier actividad terrorista. En 2004 Arar presentó una demanda en un tribunal federal de Nueva York en contra de altos funcionarios estadounidenses, denunciando que quienquiera fuese que lo había enviado a Siria, tenía conocimiento de que sería torturado por agentes de inteligencia. Fuernon señalados en la demanda el fiscal general de Estados Unidos, John Ashcroft, el secretario del Departamento de Seguridad Nacional de los Estados Unidos, Tom Ridge y el director del FBI Robert Mueller. En 2009, un tribunal federal de apelaciones de EE. UU. dictaminó que la legislación estadounidense no permitía que víctimas de rendiciones extraordinarias demandaran a los funcionarios estadounidenses por tortura sufridas en el extranjero.
El 18 de octubre de 2006, Arar recibió el Premio de Derechos Humanos Letelier-Moffitt del Instituto de Estudios Políticos por su terrible experiencia. El 18 de octubre de 2007, Maher Arar recibió una disculpa pública de la Cámara de Representantes de Estados Unidos. La Representante de EE. UU. Dana Rohrabacher, que dio sus disculpas, dijo que haría cualquier esfuerzo para poner fin a la práctica.
En 2007, Arar fue galardonado por parte del gobierno canadiense con $ 10.5 millones en compensación por el dolor y el sufrimiento padecidos y recibió una disculpa formal del primer ministro Stephen Harper.

### Caso Mohamed y otros vs. Jeppesen Dataplan, Inc.
Se trata de un caso presentado por la Unión Americana de Libertades Civiles (ACLU, por su sigla en inglés) en nombre de cinco víctimas de rendiciones extraordinarias, contra la empresa Jeppesen Dataplan Inc., que había brindado servicios a la CIA en la realización de traslados.
Según la presentación del caso, los cinco demandantes habían sido torturados en Marruecos, Egipto y una base aérea norteamericana en Afganistán. La acusación afirmá que, desde el año 2001, Jeppesen proporcionó apoyo a por lo menos setenta vuelos del programa secreto de rendiciones extraordinarias de la CIA, transportando prisioneros que serían torturados en el extranjero.
La demanda fue desestimada en febrero de 2008 por una moción del gobierno de EE. UU., con el argumento de que la prosecución del caso revelaría información clasificada y pondría en peligro relaciones diplomáticas con otros países.
El Tribunal Federal de Apelaciones del Noveno Circuito confirmó la desestimación de la demanda el 8 de septiembre de 2010. La ACLU presentó una apelación a la Corte Suprema de Estados Unidos en diciembre de 2010. El 16 de mayo de 2011, el Tribunal Supremo se negó a opinar sobre la decisión del Noveno Circuito de desestimar el caso.

## Otros casos
A continuación una lista no exhaustiva de algunos ejemplos de rendición incondicional.
- Un periódico paquistaní informó que en las primeras horas del 23 de octubre de 2001, un ciudadano yemení, Jamil Qasim Saeed Mohammed, un joven de 27 años estudiante de microbiología de la Universidad de Karachi, fue introducido por oficiales de seguridad paquistaníes a bordo de un avión privado en el aeropuerto de Karachi.[94]
- En octubre de 2001, Mamdouh Habib, que vive en Australia y posee a la vez la ciudadanía australiana y egipcia, (habiendo nacido en Egipto), fue detenido en Paquistán, donde fue interrogado durante tres semanas y luego enviado en un avión privado a Egipto. Desde Egipto, posteriormente fue trasladado a una base aérea estadounidense en Afganistán. Habib le dijo a la BBC que él no sabía quién lo había detenido, pero había visto americanos, australianos, paquistaníes y egipcios entre sus captores. También relató que lo habían golpeado, que le aplicaron descargas eléctricas, que lo habían privado de sueño, que lo mantuvieron con los ojos vendados durante ocho meses y que había sufrido un lavado de cerebro.[88] Luego de haber firmado una confesión de vinculación con Al-Qaeda de la que ahora se ha retractado, Habib fue trasladado a la Bahía de Guantánamo. Fue liberado sin cargos en enero de 2005.[95] El exministro de Interior de Paquistán, Makhdoom Syed Faisal Saleh Hayat dijo en una entrevista en el programa de actualidad australiano Dateline, que el Sr. Habib estaba vinculado con el "elemento terrorista" que operaba en ese momento. Sin embargo, se contradijo unos minutos más tarde, en la misma entrevista, al decir que Habib había sido considerado culpable porque él estaba en la provincia restringida de Baluchistán sin documentos apropiados de visado.
- En 2002, luego de su captura el líder de Al Qaeda Ibn al- Shaykh al- Libi fue entregado a Egipto, donde supuestamente fue torturado. La información que proporcionó a sus interrogadores formó parte fundamental de los argumentos que la administración Bush usó para atacar Irak, alegando vínculos entre Al Qaeda e Irak. Con posterioridad Al-Libi se retractó de sus dichos y en general se cree que sus relatos de los contactos entre el régimen de Saddam Hussein y Al-Qaeda fueron fabricados para complacer a sus interrogadores.[96]
- En diciembre de 2001, Ahmed Agiza y Muhammad al-Zery, dos egipcios que habían estado buscando asilo en Suecia, fueron arrestados por la policía sueca. Fueron llevados al aeropuerto de Bromma, en Estocolmo. Habían sido despojados de sus ropas, se les había administrado medicación por vía anal y habían sido vestidos con pañales y mameluco. Esposados y encadenados abordaron un jet ejecutivo con matrícula estadounidense N379P y una tripulación de hombres enmascarados. Fueron trasladados a Egipto, donde fueron encarcelados, golpeados y torturados según informes de los programas suecos de investigación "Kalla fakta".[97] El embajador de Suecia los visitó solo seis semanas después. Agiza había sido acusado con anterioridad y condenado en ausencia por el cargo de ser un militante islámico, a 25 años de prisión, una pena que fue reducida a 15 años debido a la presión política después de que el episodio de la rendición se hiciera conocido. Al- Zery no fue acusado y después de dos años en la cárcel sin haber visto nunca un juez o un fiscal fue enviado a su pueblo en Egipto. En 2008 Al-Zery recibió del gobierno sueco $ 500.000 en compensación por daños y perjuicios, por el tratamiento ilícito que recibió en Suecia y la posterior tortura en Egipto.
- En marzo de 2002, Abou Elkassim Britel, un ciudadano italiano de origen marroquí fue detenido en Pakistán y posteriormente interrogado por funcionarios paquistaníes y estadounidenses. Luego fue entregado a las autoridades marroquíes, detenido y torturado en el centro clandestino Temara. Finalmente fue liberado sin que se hubieran presentado cargos contra él, y luego detenido de nuevamente en mayo de 2003 en el cruce fronterizo del enclave español de Melilla en el norte de África. Actualmente está encarcelado en la prisión Ain Bourja en Casablanca, después de haber sido condenado a nueve años en enero de 2004 por ser miembro de una organización subversiva. Esto, a pesar de las conclusiones expresadas en septiembre de 2006 por la Justicia italiana, luego de una investigación de cinco años, de que no había "una absoluta falta de pruebas de culpabilidad que se puedan usar en el juicio" y que las sospechas que motivaron la investigación habían demostrado ser infundadas. No obstante, las denuncias en la prensa italiana y los procedimientos judiciales que se estaban llevando a cabo en Italia, influenciaron los procedimientos judiciales contra Britel en Marruecos, lo que lo llevó a ser condenado. Diputados de Italia y del Parlamento Europeo solicitaron que el Gabinete Real de Marruecos conceda el indulto al ciudadano italiano.[98] Según una comisión especial del Parlamento Europeo encabezada por Giovanni Claudio Fava, los documentos demostraron que "las autoridades judiciales italianas y el Ministerio de Interior italiano, (este último en nombre de la Dirección Central de la Policía de Prevención, citado en relación con la investigación de la Divisione Investigazioni Generali ed Operazioni Speciali) colaboraron constantemente con los servicios secretos extranjeros y eran muy conscientes de todos los movimientos de Britel y de "los tratamientos ilegales que recibió, desde el momento de su arresto inicial en Pakistán”.[99]
- En 2003, un ciudadano de Argelia llamado Laid Saidi fue secuestrado en Tanzania y llevado a Afganistán, donde fue encarcelado y torturado junto con Khalid El-Masri.[100] Su detención parece haberse motivado a partir de una mala traducción de una conversación telefónica, en la que los funcionarios estadounidenses creían que él estaba hablando de aviones (“tairat”' en árabe) cuando él realmente había estado hablando de neumáticos (“Tirat” en árabe).
- Binyam Mohammed, un estudiante etíope que vivía en Londres, fue detenido en Paquistán en abril de 2002. Supuestamente, pasó tres años en "black sites" (centros clandestinos de detención de la CIA), en Marruecos y Afganistán. Estaba sospechado de formar parte de un complot que involucraba al presunto terrorista José Padilla. The Observer informó que Binyam Mohammed “fue a Pakistán en junio de 2001 porque, según dice, tenía un problema con drogas y quería dejar el hábito, fue detenido el 10 de abril en el aeropuerto a su regreso a Inglaterra debido una presunta irregularidad en su pasaporte. Inicialmente interrogado por funcionarios paquistaníes y británicos, le dijo a Stafford Smith "Los británicos verificaron mi historia y dijeron que sabían que yo era un don nadie. Dijeron que iban a avisar a los norteamericanos". Fue privado de sueño mediante música de rock pesado reproducida a alto volumen a lo largo de todo el día y la noche.[88][101]
- A finales del 2001, Saddiq Ahmad Turkistani fue liberado por fuerzas de EE. UU. de una prisión talibán en Kandahar, Afganistán. En una conferencia de prensa, declaró a los periodistas y oficiales norteamericanos presentes, que había sido erróneamente encarcelado por un supuesto complot para asesinar a Osama bin Laden. Luego fue llevado a una base militar estadounidense en Afganistán, donde fue desnudado, atado y arrojado tras las rejas. Según los abogados estadounidenses que lo representan, en enero de 2002 fue enviado al centro de detención estadounidense de Guantánamo, Cuba. Casi cuatro años después, Turkistani seguía allí, a pesar de que fue absuelto para su liberación a principios de 2005, después de que una revisión del gobierno llegó a la conclusión de que "ya no es un combatiente enemigo". No está claro exactamente cuándo se llegó a esa definición, pero los abogados del Departamento de Justicia de Estados Unidos informaron de esto en una presentación judicial del 11 de octubre. De acuerdo a un comunicado de prensa de la embajada de Arabia Saudita del 26 de junio de 2006,[102] Turquistani fue liberado de Guantánamo para pasar a estar bajo custodia saudí.
- El 5 de abril de 2006, Amnistía Internacional dio detalles del sistema estadounidense de rendiciones extraordinarias, afirmando que tres ciudadanos yemeníes estaban retenidos en algún lugar de Europa del Este.[103]
- El 22 de febrero de 2008, un informe de Amnistía Internacional afirmó que “los gobiernos de Estados Unidos y Reino Unido admitieron que dos vuelos de rendición extraordinaria aterrizaron en Diego García en el 2002”.[104]
- En noviembre de 2005, el periódico alemán Der Spiegel informó que “El extremista islámico alemán Mohammed Haydar Zammar ha sido encerrado en un calabozo en Damasco durante los últimos cuatro años como parte del programa post 9/11 de 'rendiciones extraordinarias' de Washington. Al colocar al hombre que presuntamente tenía vínculos con la célula de Al-Qaeda de Hamburgo, en manos sirias, los Estados Unidos están permitiendo a Damasco cometer tortura...”.[105] En marzo de 2014, en un intercambio de prisioneros patrocinado por el Estado Islámico, Mohammed Haydar Zammar, encarcelado en Siria desde el 2001, fue liberado a cambio de oficiales del ejército sirio en poder del Estado Islámico.

## Investigaciones

### Investigaciones de grupos internacionales

#### Investigación del Consejo de Europa y sus dos informes
El 25 de noviembre de 2005, el abogado suizo Dick Marty, investigador principal del Consejo de Europa, anunció que había obtenido las coordenadas de latitud y longitud de supuestas prisiones secretas y que planeaba utilizar imágenes satelitales de los últimos años como parte de su investigación.
El 28 de noviembre de 2005, Franco Frattini Comisionado de Justicia de la UE afirmó que cualquier país de la UE que hubiera operado una prisión secreta tendría suspendidos sus derechos de voto. En un informe preliminar, Dick Marty declaró que era "muy poco probable que los gobiernos europeos, o al menos sus servicios de inteligencia, no tuvieran conocimiento" del secuestro de la CIA de "cientos" de personas en territorio europeo y su posterior entrega a los países donde pudieran ser torturados.
El informe de la Comisión de Asuntos Jurídicos y Derechos Humanos del Consejo de Europa dirigido por Dick Marty y hecho público el 7 de junio de 2006, se tituló: "Presuntas detenciones secretas y traslados interestatales ilegales que involucran a Estados miembros del Consejo de Europa.”
Tras la publicación de este informe, el Consejo de Europa publicó su documento de Recomendación y Resolución que encontró motivos de preocupación tanto por el comportamiento de los Estados Unidos como de los Estados miembros de la Unión Europea y expresa preocupación por el desprecio hacia el derecho internacional y la Convención de Ginebra. Luego de una resolución de 23 puntos, el documento hace cinco recomendaciones.
- se refiere a su Resolución sobre presuntas detenciones secretas y traslados ilegales de detenidos que involucran a Estados miembros del Consejo de Europa.
- reitera su anterior recomendación sobre la legalidad de la detención de personas por parte de Estados Unidos en la Bahía de Guantánamo
- insta al Comité de Ministros para redactar una recomendación a los Estados miembros del Consejo de Europa que contenga medidas comunes para garantizar más eficazmente los derechos humanos de las personas sospechosas de delitos de terrorismo que son capturados por, detenidos o transportados a través de los Estados miembros del Consejo de Europa; un conjunto de requisitos mínimos de "cláusulas de protección de los derechos humanos", para su inclusión en los acuerdos bilaterales y multilaterales con terceros, en especial aquellas cláusulas relativas a la utilización de instalaciones militares en el territorio de los Estados miembros del Consejo de Europa.
- pide urgentemente que: se lance una iniciativa a nivel internacional, involucrando expresamente a los Estados Unidos, un observador en el Consejo de Europa, para desarrollar una estrategia común, verdaderamente global, para hacer frente a la amenaza terrorista. La estrategia debe ajustarse en todos sus elementos a los principios fundamentales de nuestra herencia común en términos de democracia, derechos humanos y respeto al imperio del derecho. Además, se considerará una propuesta, en los casos en que los Estados no puedan o no quieran procesar a las personas acusadas de actos de terrorismo, para que estas personas sean llevadas a la jurisdicción de un tribunal internacional que sea competente para juzgarlas. Una posibilidad a considerar sería la de conferir tal competencia a la Corte Penal Internacional, al tiempo que se renuevan las invitaciones a los Estados Unidos y otros países que aún no lo hayan hecho, a unirse a la Corte Penal Internacional.
- recomienda mejorar la capacidad del Consejo de Europa para reaccionar rápida y eficazmente a las denuncias de abusos sistemáticos de los derechos humanos que involucran a varios Estados miembros.

Varios meses antes de la publicación del informe del Consejo de Europa dirigido por Dick Marty, Gijs de Vries, coordinador antiterrorista de la UE, afirmó en abril de 2006 que no existía evidencia de que las entregas extraordinarias hubieran tenido lugar en Europa. También se dijo que el sondeo de la Unión Europea y otro similar por parte de grupos de derechos humanos líderes en el continente, no habían encontrado violaciones de derechos humanos ni otros delitos que pudieran ser probados a satisfacción de los tribunales. Esta negación de un miembro del poder ejecutivo de las instituciones de la UE, ha sido cuestionada por el informe del Parlamento Europeo, que fue aceptado por una gran mayoría del Parlamento en febrero de 2007.
Por otra parte, Dick Marty explicó de la siguiente manera la diferencia de enfoque en relación con el terrorismo existente entre la UE y los EE. UU.:
Mientras que los estados del Viejo Mundo se han ocupado de estas amenazas principalmente mediante las instituciones y los sistemas jurídicos existentes, los Estados Unidos parecen haber tomado una decisión fundamentalmente diferente: teniendo en cuenta que ni los instrumentos judiciales convencionales ni los establecidos en el marco de las leyes de guerra podrían contrarrestar eficazmente las nuevas formas de terrorismo internacional, se decidió desarrollar nuevos conceptos jurídicos. Este enfoque jurídico es totalmente ajeno a la tradición y la sensibilidad europea y es claramente contrario a la Convención Europea de Derechos Humanos y la Declaración Universal de los Derechos Humanos.
Sin embargo, pese a las afirmaciones de Marty, investigaciones del Parlamento Europeo pusieron al descubierto la cooperación entre servicios secretos y gobiernos europeos y los programas de entregas extraordinarias. El propio Dick Marty no ha aceptado este enfoque dualista, al demostrar que también el gobierno británico consideraba tan grave el fenómeno del terrorismo islámico como para reconsiderar el equilibrio de las libertades. El informe de Marty afirmaba que:
 La compilación de las llamadas "listas negras" de los individuos y las empresas sospechosas de mantener vínculos con organizaciones consideradas terroristas y la aplicación de las sanciones asociadas, incumplen claramente todos los principios del derecho fundamental a un juicio justo: no hay cargos específicos, no existe el derecho a ser escuchado, no existe el derecho de apelación, no se establece el procedimiento para quitar el nombre de uno de la lista.
El segundo informe fue publicado el 8 de junio de 2007.

#### Resolución del Consejo de Europa del 27 de junio de 2006
El Asamblea Parlamentaria del Consejo de Europa (PACE, por sus siglas en inglés) acusó a Estados Unidos de operar una "tela de araña clandestina de desapariciones, detenciones secretas y traslados ilegales de detenidos" y pidió que se aplicara la normativa de la UE en la regulación de los servicios de inteligencia extranjeros que operan en Europa, y exigió "cláusulas de derechos humanos" en los acuerdos básicos militares con los EE. UU.
En una resolución y recomendación aprobada por una amplia mayoría, la Asamblea también pidió:
- El desmantelamiento por parte de los EE. UU. de su sistema de detenciones y traslados.
- Una revisión de los acuerdos bilaterales entre los Estados miembros del Consejo de Europa y los EE. UU., en particular sobre el estado de las fuerzas estadounidenses acantonadas en Europa y en el uso de infraestructuras militares y otras, de modo de asegurar que se ajusten a las normas internacionales de derechos humanos.
- Disculpas oficiales y compensaciones para las víctimas de detenciones ilegales contra las que no se han formulado acusaciones formales ni se ha desarrollado nunca un proceso judicial.
- Una iniciativa internacional, involucrando expresamente a los Estados Unidos, para desarrollar una estrategia común verdaderamente global, para hacer frente a la amenaza terrorista, que se ajuste a la democracia, los derechos humanos y el imperio de la ley.[112]

#### Investigación e informe del Parlamento Europeo
El Parlamento Europeo inició su propia investigación sobre los informes. En abril de 2006, varios eurodiputados expresaron sus preocupaciones acerca de que la CIA había realizado más de 1000 vuelos secretos sobre territorio europeo desde 2001, algunos de ellos con el objeto de transferir sospechosos de terrorismo a países sobre los que existen sospechas de que utilizan la tortura. Los investigadores dijeron que los mismos agentes y aviones estadounidenses estuvieron involucrados reiteradamente en dichas operaciones. El Parlamento aprobó una resolución en julio de 2006 respaldando las conclusiones del Consejo de Europa, en medio del desarrollo de su propia investigación sobre el supuesto programa.
En una resolución aprobada el 14 de febrero de 2007, los eurodiputados aprobaron por amplia mayoría (382 votos a favor, 256 en contra y 74 abstenciones) el informe final de la comisión, que criticó el programa de entregas y concluyó que muchos países europeos toleraron actividades ilegales de la CIA, incluyendo vuelos secretos sobre sus territorios. Los países mencionados (en orden alfabético) fueron: Alemania, Austria, Bélgica, Chipre, Dinamarca, España, Grecia, Irlanda, Italia, Polonia, Portugal, Reino Unido, Rumania y Suecia. El informe:

- ”Denuncia” la falta de cooperación de muchos Estados miembros del Consejo de la Unión Europea con la investigación;
- “Lamenta” que los países europeos hayan estado renunciando al control sobre su espacio aéreo y sus aeropuertos, cerrando los ojos o admitiendo vuelos operados por la CIA que, en algunas ocasiones, fueron utilizados para el transporte ilegal de detenidos;
- “Pide” el cierre de la misión militar de detención de Estados Unidos en Guantánamo y a los países europeos la búsqueda inmediata del retorno de sus ciudadanos y residentes que se encuentran detenidos ilegalmente por las autoridades de Estados Unidos;
- “Considera” que todos los países europeos deberían iniciar investigaciones independientes sobre todas las escalas de aviones civiles contratados por la CIA;
- “Exhorta” a que se introduzca una prohibición o un sistema de inspecciones para todos los aviones operados por la CIA conocidos de haber estado involucrados en entregas extraordinarias.

Según el informe, la CIA había operado 1245 vuelos, muchos de ellos a destinos en los que los sospechosos podrían enfrentar tortura. El Parlamento también pidió la creación de una comisión de investigación independiente y el cierre del campo de Guantánamo. Según el diputado socialista italiano Giovanni Fava, que redactó el documento, había una "fuerte posibilidad" de que la información obtenida en el marco del programa ilegal de entregas extraordinarias, hubiera sido transmitida a los gobiernos de la Unión Europea, quienes tenían pleno conocimiento de la forma en que dicha información había sido obtenida. El informe también reveló el uso de centros de detención secretos ubicados en países europeos, incluyendo Rumania y Polonia. El informe define las entregas extraordinarias como los casos en que "un individuo sospechoso de haber participado en actividades terroristas es secuestrado ilegalmente, detenido y/o transferido a la custodia de funcionarios de Estados Unidos y/o transportado a otro país para su interrogatorio, que en la mayoría de los casos implica la detención incomunicada y la tortura”.

#### Informe de Manfred Nowak de Naciones Unidas
Manfred Nowak, relator especial sobre tortura de Naciones Unidas, detalló en un informe especial de 15 páginas presentado a los 191 miembros de la Asamblea General que Estados Unidos, el Reino Unido, Canadá, Francia, Suecia y Kirguistán violaron las convenciones internacionales de derechos humanos, al deportar sospechosos de terrorismo a países como Egipto, Siria, Argelia y Uzbekistán, donde podrían haber sido torturados.
Human Rights Watch publicó el 1 de diciembre de 2005 que los "Estados Unidos está reteniendo al menos a 26 personas como “detenidos fantasma” en lugares no revelados fuera de los Estados Unidos," y dio a conocer una lista con los nombres de algunos de los detenidos. Los detenidos están recluidos indefinidamente y en régimen de incomunicación, sin derechos legales o acceso a un abogado.

#### Informe de la organización World Policy Council
World Policy Council, (una organización no partidaria sin fines de lucro dedicada a estudios sociales y políticos), encabezada por el embajador de Estados Unidos en Botsuana Horace Dawson y el senador Edward Brooke, criticó a la administración Bush en el ámbito de los derechos civiles y humanos por su política de entregas extraordinarias. La organización concluyó en su informe que las entregas extraordinarias
- no solo frustra los esfuerzos legítimos para procesar a los terroristas, sino que hace una burla de los principios altisonantes que constantemente oímos invocar.
- nos priva de autoridad moral y de nuestra justificación para el liderazgo en el mundo.
- nos reduce al nivel de todos esos regímenes criminales y malvados contra los que hemos luchado en el pasado y contra los que afirmamos estar luchando.[120]

### Investigaciones de gobiernos nacionales

#### Francia
E fiscal general francés de Bobigny inició una instrucción a los efectos de "verificar la presencia en el Aeropuerto Le Bourget, el 20 de julio de 2005, del avión con matrícula N50BH." Esta instrucción se abrió tras una denuncia presentada en diciembre de 2005 por la ONG “Ligue des droits de l'homme” (LDH) ("Liga de los Derechos Humanos") y la ONG “Federación Internacional por los Derechos Humanos” (FIDH) por los cargos de “detención arbitraria”, “delito de tortura” y “falta de respeto a los derechos de los prisioneros de guerra”. Tenía como objetivo determinar si el avión fue utilizado para el transporte de prisioneros de la CIA al centro de detención de Guantánamo y si las autoridades francesas tenían conocimiento de esta escala. Sin embargo, el abogado que actuaba en representación de la LDH, declaró que estaba sorprendido de que la instrucción solo fuera iniciada el 20 de enero de 2006 y que no se habían hecho verificaciones con anterioridad.
El 2 de diciembre de 2005, el diario conservador “Le Figaro” había puesto de manifiesto la existencia de dos aviones de la CIA que habían aterrizado en Francia, sospechosos de transportar prisioneros de la CIA. Pero la instrucción solo se ocupó al N50BH, un Gulfstream III que habría aterrizado en Le Bourget el 20 de julio de 2005, procedente de Oslo, Noruega. El otro avión sospechoso habría aterrizado en Brest el 31 de marzo de 2002. Este último fue investigado por las autoridades canadienses, ya que habría estado volando desde San Juan de Terranova en Canadá, a través de Keflavik en Islandia antes de ir a Turquía.

#### Alemania
El diario de negocios “Handelsblatt” informó de 24 de noviembre de 2005, que la CIA utilizó una base militar estadounidense en Alemania para el transporte de sospechosos de terrorismo sin informar al gobierno alemán. El “Berliner Zeitung” informó al día siguiente que había documentación registrando 85 despegues y aterrizajes de aviones con una "alta probabilidad" de ser operados por la CIA, en la base aérea de Ramstein, la base aérea de Rhein-Main y otros. El periódico citó a expertos en aviación y aficionados a la observación de aviones como responsables del recuento.
En enero de 2007 el gobierno alemán acusó a 13 presuntos agentes de la CIA por el secuestro en Macedonia, el transporte a Afganistán, y la tortura de Khaled el-Masri, un ciudadano alemán erróneamente acusado de terrorismo. Autoridades españolas identificaron un supuesto equipo de secuestro de la CIA, a partir de registros de hotel después de una parada por su Boeing 737 en Palma de Mallorca. Los nombres de los supuestos ocupantes del avión eran:

– James Fairing – Jason Franklin – Michael Grady – Lyle Edgard Lumsden III – Eric Fain – Bryam Charles – Kirk James Bird – Walter Richard Gressbore – Patricia Rilroy – Jane Payne – James O'Hale – John Decker – Hector Lorenzo

Muchos de estos nombres resultaron ser alias. Investigaciones de medios periodísticos tales como Los Angeles Times, el “Nation” y “Der Spiegel” identificaron a James Kovalesky (alias James Richard Fairing), Harry Kirk Elarbee (alias Kirk James Bird) y Eric Robert Hume (alias Eric Matthew Fain) como pilotos de “Aero Contractors”, una empresa contratista de vuelo de la CIA, con sede en Smithfield, Carolina del Norte. “CBS News” identificó a Lyle Edgard Lumsden III como un capitán del Ejército de Estados Unidos que "se retiró en 1992 del servicio activo, habiendo servido como asistente de un médico" cuyo último domicilio conocido fue "el área de Washington DC."
En este caso ninguno de los nombres o alias coinciden con los nombres o alias de los 26 presuntos agentes de la CIA procesados por Italia, aunque el diario “Los Angeles Times” informó que uno de los pilotos pudo haber estado involucrado en ambos incidentes. El “New York Times” informó que los 13 presuntos agentes de la CIA fueron acusados en acciones judiciales iniciadas en España y Múnich, pero debido a la “intensa presión política de Washington” Alemania nunca solicitó su extradición.
Contrariamente a lo que sucede en Italia, en Alemania los acusados no pueden ser enjuiciados in absentia, es decir, sin estar presentes durante el desarrollo del proceso judicial.

#### Italia

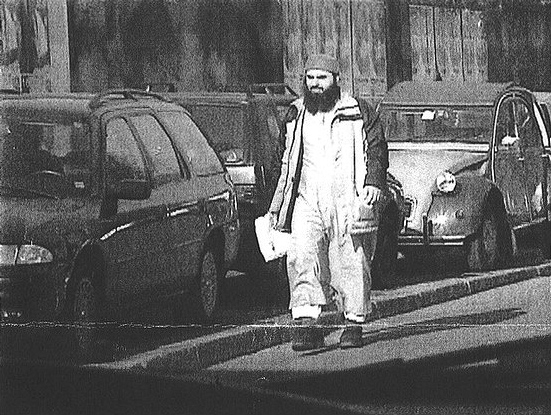
Imagen obtenida por la CIA durante su vigilancia de Hassan Mustafa Osama Nasr, más tarde secuestrado. La imagen fue recuperada por la fiscalía italiana de Milán durante sus investigaciones del caso

El “Caso Abu Omar” (también conocido como “Caso Imán Rapito”), en Italia, refiere a los actos cometidos contra Hassan Mustafa Osama Nasr, un religioso islamista que fue secuestrado en una operación conjunta CIA – SISMI, (Servicio de Inteligencia y Seguridad Militar italiano) en Milán el 17 de febrero de 2003, trasladado a la Base Aérea de Aviano y luego trasladado en avión a Egipto, donde estuvo detenido durante casi cuatro años, exactamente hasta el 11 de febrero de 2007, fecha en la que un tribunal egipcio dictaminó que su encarcelamiento era "infundado". Abu Omar afirma que fue abusado en la base de Aviano y soportó prologada tortura en Egipto. Los fiscales italianos investigaron el secuestro y acusaron de 26 ciudadanos estadounidenses, entre ellos Jeffrey W. Castelli, entonces jefe de la CIA en Italia. Nicolò Pollari, director general de SISMI, y el segundo al mando Marco Mancini, se vieron obligados a renunciar y también fueron acusados. El 4 de noviembre de 2009, después de un juicio “in absentia”, un juez italiano encontró culpables a los 23 acusados estadounidenses y a los dos acusados italianos. Las sentencias oscilaron entre 5-8 años para los estadounidenses y 3 años cada uno para los italianos. El juez absolvió a tres diplomáticos estadounidenses, citando la inmunidad diplomática, junto con cinco agentes de servicios secretos italianos, entre ellos el exjefe, citando el secreto de Estado. En 2010 un tribunal de apelación italiano confirmó la mayoría de las sentencias y el aumento de las condenas de los 23 estadounidenses.
Entre los condenados estaban Steven Kappes, luego el número dos de la CIA;, Robert Seldon Lady, exjefe de la central de la CIA en Milán; el coronel Joseph L. Romano, oficial de la Fuerza Aérea de EE. UU. y Sabrina De Sousa, agente de la CIA, que reclamó sin éxito al Departamento de Estado concederle la inmunidad diplomática y protegerla de arresto.
Estas fueron las primeras condenas en todo el mundo derivadas de la práctica de la CIA de secuestrar a sospechosos de terrorismo y transferirlos a terceros países donde presumiblemente eran torturados. Los EE. UU. habían intentado sin éxito obstruir los enjuiciamientos de la independiente justicia italiana. Luego de las condenas, los EE. UU. utilizaron amenazas y presiones diplomáticas con el objeto de que el Poder Ejecutivo italiano detuviera la emisión de órdenes de arresto y solicitudes de extradición de estadounidenses.

#### Irlanda
El gobierno de la República de Irlanda recibió presiones internas y externas para inspeccionar aviones en el Aeropuerto Shannon con el objeto de investigar si en ellos se encontraban cautivos destinados a entregas extraordinarias.
La policía en Shannon dijo que habían recibido instrucciones políticas de no acercarse, buscar o interferir con aviones estadounidenses sospechosos de estar involucrados en vuelos de rendición extraordinaria. El ministro de Justicia de Irlanda Dermot Ahern pidió permiso a los EE. UU. para realizar inspecciones aleatorias de vuelos de Estados Unidos, con el objeto de proporcionarse “cobertura" política, para el caso de que se revelara que el aeropuerto de Shannon se había utilizado para vuelos de entrega; él creía que al menos tres vuelos lo habían hecho.
Irlanda ha sido censurada por el Parlamento Europeo por su papel en la facilitación de las entregas extraordinarias y la insuficiente o ninguna adopción de medidas para dar cumplimiento a sus obligaciones derivadas de la Convención contra la Tortura de la ONU.

#### Kosovo

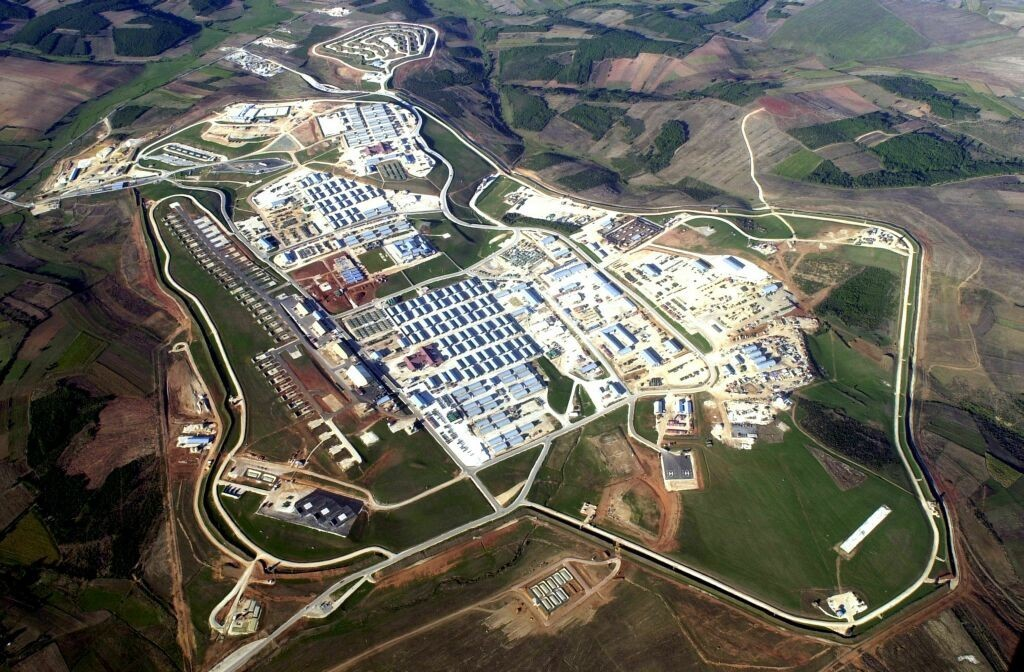
Camp Bondsteel, principal base militar estadounidense en Kosovo

En 2002, Álvaro Gil-Robles, entonces Comisario de Derechos Humanos del Consejo de Europa fue testigo de “una versión más pequeña de Guantánamo”, dijo al periódico francés “Le Monde.
Gil-Robles dijo al diario que había inspeccionado el centro, ubicado en el campo militar estadounidense de Camp Bondsteel en Kosovo, en 2002, para investigar informes de detenciones extrajudiciales por parte de fuerzas de paz de la OTAN.

#### Portugal
Portugal abrió una investigación sobre los vuelos de la CIA en febrero de 2007, sobre la base de declaraciones de Ana Gomes, miembro del Parlamento Europeo por el Partido Socialista (Portugal) y de Rui Costa Pinto, el periodista de la revista “Visão”.
El 5 de febrero de 2007 la fiscal general de Portugal Cândida Almeida, titular del Departamento Central de Investigación y Acción Penal (DCIAP), anunció la apertura de la investigaciones. Debían estar centradas en el tema de "la tortura o los tratos inhumanos y crueles" e impulsadas por las acusaciones de "actividades ilegales y graves violaciones de los derechos humanos" hechas el 26 de enero de 2007 por la eurodiputada Ana Gomes al fiscal general Pinto Monteiro.
En febrero de 2008, la ONG “Reprieve” del Reino Unido publicó un informe basado en registros de vuelos obtenidos por Ana Gomes, que confirma que más de 700 prisioneros fueron trasladados a Guantánamo en al menos 28 vuelos, atravesando el espacio aéreo portugués y por lo tanto en jurisdicción portuguesa.

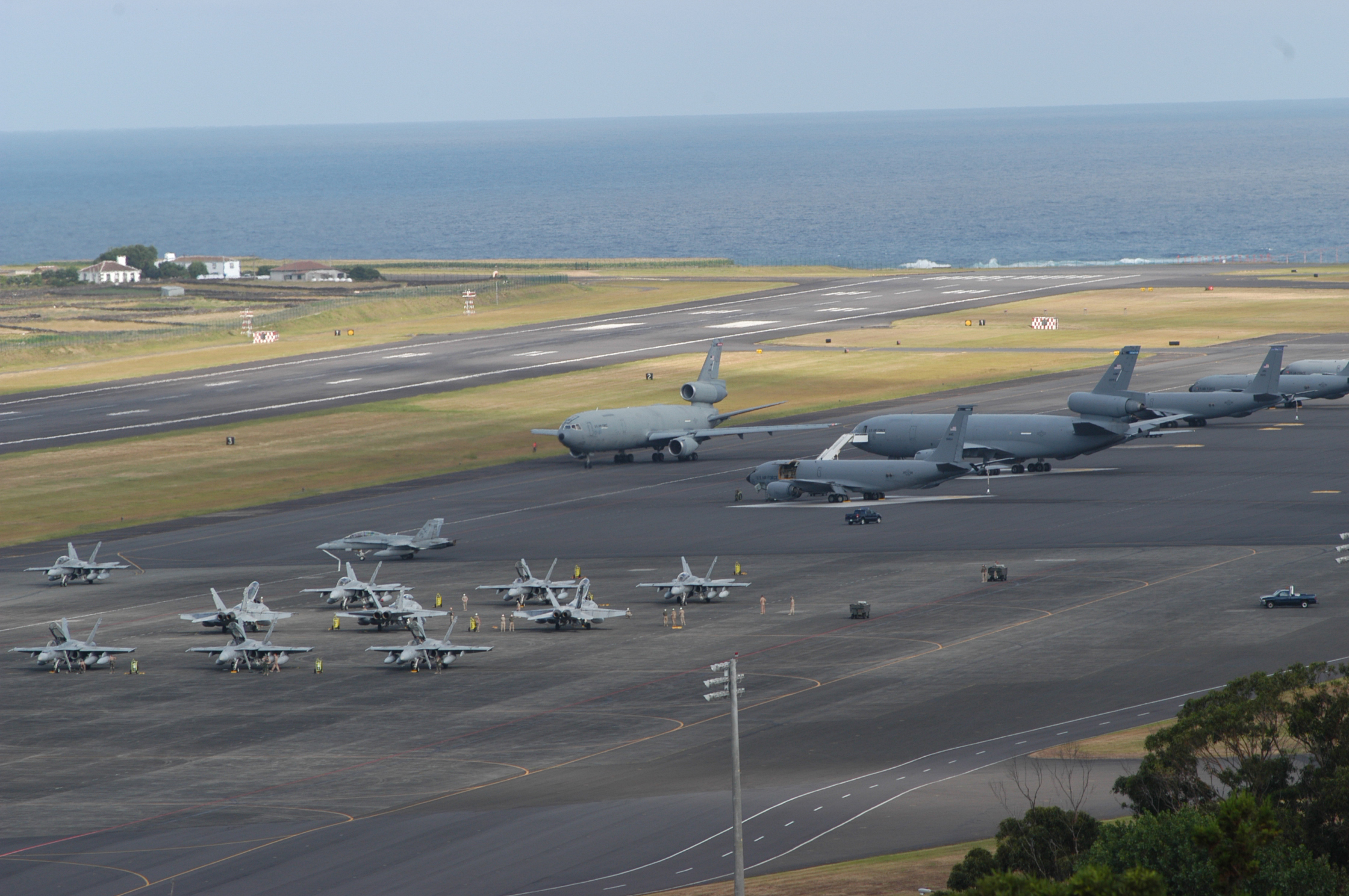
Base Aérea de Lajes, Azores, donde está instalada una importante unidad de la fuerza aérea de EE. UU.

Ana Gomes fue una de las voces más críticas a la escasa colaboración brindada por el gobierno portugués a la Comisión del Parlamento Europeo que investigó vuelos de la CIA. Declaró que, aunque no tenía ninguna duda de que el permiso de estos vuelos ilegales eran frecuente durante los mandatos de José Manuel Durão Barroso (2002-2004) y Pedro Santana Lopes (2004-2005), durante el mandato del primer ministro socialista José Sócrates (2005-2011), están registrados 24 vuelos que pasaron por territorio portugués. Ana Gomes se quejó de la renuencia del Estado portugués a proveer información, provocándole tensiones con el ministro de Relaciones Exteriores Luís Amado, miembro del mismo partido. Ana Gomes se declaró satisfecha con la apertura de las investigaciones, pero subrayó su reiterada afirmación sobre la necesidad de una investigación parlamentaria.
Por otra parte, el Departamento Central de Investigación y Acción Penal (DCIAP) atendió la información brindada por el periodista Rui Costa Pinto, quien había escrito un artículo rechazado por la publicación “Visão”, acerca de los vuelos que pasan por el Aeropuerto de Lajes, una base aérea portuguesa en las Azores utilizada por las Fuerzas Aéreas de Estados Unidos.
Fueron identificados aproximadamente 150 vuelos de la CIA que han volado a través de Portugal.

#### Rumania
Franco Frattini, Comisionado de Justicia de la Unión Europea, solicitó una explicación a los gobiernos de Polonia y Rumania sobre las acusaciones hechas por Dick Marty. Doris Mircea (vocera rumana en Bruselas) respondió a este pedido en noviembre de 2007 mediante una carta en la que se afirmaba que "ninguna persona se mantuvo como prisionero ilegalmente en las cárceles rumanas y ninguna transferencia ilegal de detenidos pasó por territorio rumano" y que esa era la conclusión oficial de una comisión creada por el gobierno para investigar los temas vinculados a las acusaciones.

#### España
En noviembre de 2005, el diario español El País informó que aviones de la CIA habían aterrizado en las Islas Canarias y Palma de Mallorca. El magistrado español Baltasar Garzón, destacado por su anterior intento de enjuiciar al dictador chileno Augusto Pinochet, inició una investigación acerca de estos aterrizajes que, según Madrid, se hicieron sin conocimiento oficial, siendo por lo tanto una violación a la soberanía nacional. Cables diplomáticos expuestos en 2010 por Wikileaks indican que el gobierno de Estados Unidos, incluyendo el embajador estadounidense, trabajó con sectores del gobierno español para subvertir el proceso judicial español a fin de controlar y, en última instancia, obstaculizar y frustrar la investigación.

#### Suecia
Las rendiciones extraordinarias provocaron un conflicto diplomático entre Estados Unidos y Suecia en el año 2006, cuando las autoridades suecas pusieron fin a los vuelos de la CIA. En diciembre de 2001, la policía sueca detuvo a Ahmed Agiza y Muhammad al-Zery, dos egipcios que habían buscado asilo en Suecia. La policía los llevó al aeropuerto de Bromma, en Estocolmo y luego se apartó de ellos. Al mismo tiempo, presuntos agentes de la CIA enmascarados quitaron la ropa de sus cuerpos, los drogaron, los vistieron con pañales y monos, les colocaron esposas, los encadenaron y los introdujeron en un jet ejecutivo con registro estadounidense N379P. Agiza y al-Zery fueron trasladados a Egipto, donde fueron encarcelados, golpeados y torturados según informes de extensas investigaciones del programa sueco "Kalla fakta". Un investigador parlamentario sueco llegó a la conclusión de que el trato degradante e inhumano dispensado a los dos prisioneros violó la ley sueca. En 2006, Naciones Unidas encontró que Suecia había violado la prohibición internacional de tortura, al actuar en complicidad con la CIA en la transferencia de al-Zari a Egipto. Suecia impuso reglas estrictas sobre vuelos de rendición. Sin embargo, agentes de inteligencia militar sueca haciéndose pasar por personal del aeropuerto, abordaron uno de los dos vuelos posteriores de entregas extraordinarias en el año 2006, durante una escala en el aeropuerto internacional de Arlanda, Estocolmo, demostrando de este modo que se estaban ignorando las restricciones impuestas. En el año 2008 el gobierno sueco otorgó a al-Zery una compensación de U$S 500 mil por el abuso que recibió en Suecia y la posterior tortura en Egipto.

#### Reino Unido
Luego de las denuncias de la organización Liberty acerca de que la CIA había utilizado aeropuertos británicos en relación con vuelos de rendición extraordinaria, la organización ACPO, (Asociación de Jefes de Policía, por sus siglas en inglés) inició una investigación en noviembre de 2005.
El informe fue publicado en junio de 2007 y no encontró evidencia que sustentara las denuncias.
Esto sucedió el mismo día en que el Consejo de Europa publicó su informe con pruebas de que el Reino Unido había prestado su acuerdo a las entregas extraordinarias, contradiciendo así de modo directo las conclusiones de ACPO. Liberty ha impugnado los resultados dados a conocer por ACPO y ha declarado que sus demandas iniciales se basaron en "evidencia creíble".
En julio de 2007, el Comité de Inteligencia y Seguridad del gobierno publicó su informe, detallando las actividades y políticas de los Estados Unidos y del Reino Unido.
El 21 de febrero de 2008, el secretario de Relaciones Exteriores británico David Miliband admitió, a pesar de las anteriores negativas del gobierno, que dos vuelos estadounidenses entregas extraordinarias se habían detenido en la isla Diego García, Territorio Británico del océano Índico, en el año 2002. Cuando se le preguntó acerca de si el gobierno había engañado deliberadamente a la opinión pública sobre entregas extraordinarias, el Secretario de Relaciones Exteriores se disculpó y dijo que el gobierno simplemente había "cometido un error". Su declaración también presentó la opinión vigente del gobierno del Reino Unido acerca del tema de las rendiciones extraordinarias;

Nuestra relación antiterrorista con Estados Unidos es vital para la seguridad del Reino Unido. Estoy absolutamente seguro de que debe ser y seguirá siendo la relación de inteligencia y lucha contra el terrorismo más fuerte posible con los EE. UU., de acuerdo con la legislación del Reino Unido y nuestras obligaciones internacionales.

Como parte de nuestra estrecha cooperación, durante mucho tiempo ha habido un intercambio regular con las autoridades de Estados Unidos, en el que hemos establecido: que esperamos que busquen autorización para hacer trasladar detenidos a través del territorio y el espacio aéreo del Reino Unido, incluidos los territorios de ultramar; que otorgaremos ese permiso sólo si estamos convencidos de que el traslado es acorde a la legislación del Reino Unido y nuestras obligaciones internacionales; y cómo entendemos nuestras obligaciones en virtud de la Convención contra la Tortura.
David Miliband

En julio de 2010 el gobierno anunció una investigación judicial, presidida por Sir Peter Gibson, Comisionado de Servicios de Inteligencia al momento de su designación, pero la investigación nunca se puso en marcha oficialmente y fue abandonada en enero de 2012. Según el Gobierno, esto se debió a las investigaciones penales en curso. En abril de 2012, la CIA y el FBI obtuvieron una sentencia judicial en los EE. UU., eximiéndolos de la obligación de liberar la documentación solicitada por los miembros del Parlamento británico.

## ”Rendiciones erróneas”
El 5 de diciembre de 2005, el “Washington Post” publicó un artículo en el cual informaba que el inspector general de la CIA estaba investigando lo que el periódico llamó “rendiciones erróneas”. La expresión parece hacer referencia a los casos de personas inocentes sujetas a rendición extraordinaria.
El caso de Khalid El-Masri es uno de los más conocidos de entrega extraordinaria como resultado de un error de identificación personal. Su nombre fue confundido con el de Khalid al-Masri, sospechoso de estar cercanamente relacionado con los atentados del 11 de septiembre de 2001. Laid Saidi, un argelino detenido y torturado junto con El-Masri, al parecer fue detenido debido a una conversación telefónica grabada, en la que la palabra Tirat, que en árabe significa "neumáticos", fue confundida con la palabra tairat, que significa “aviones”.
Un artículo del 27 de diciembre de 2005 cita a fuentes anónimas de la CIA que afirman que el número de rendiciones erróneas ha sido de 10 o una cifra inferior.
La historia de Associated Press cita a Tom Malinowski, director de la oficina en Washington de Human Rights Watch, quien dijo:
Me alegro de que la CIA esté investigando los casos de los que están al tanto, pero, por definición, no vamos a estar al tanto de todos estos casos, cuando se tiene un proceso diseñado para evitar las garantías judiciales.

## Orden Ejecutiva emitida por el presidente Obama
Dos días después que el presidente Barack Obama asumió el cargo, el 22 de enero de 2009, firmó una orden ejecutiva titulada "Garantizar interrogatorios legítimos". Esta orden se refiere de manera específica a la práctica de la transferencia de personas a otros países, con el fin de asegurarse de que tales prácticas se ajustan a la legislación nacional, las obligaciones internacionales y las políticas de los Estados Unidos. Establece un comité que proporcionará recomendaciones dentro de los 180 días de la orden ejecutiva. Este comité tiene específicamente como objetivo crear un procedimiento para garantizar que las prácticas de los Estados Unidos no dan lugar a la transferencia de personas a otros países para enfrentar tortura, o con el propósito o el resultado de socavar o eludir los compromisos u obligaciones de los Estados Unidos de garantizar el trato humanitario a las personas que están bajo su custodia o control.
En general, la orden ejecutiva pide una mayor supervisión de los interrogatorios por parte de terceros, pero no da por finalizadas las entregas extraordinarias. La sección de la Orden Ejecutiva relacionada con las entregas extraordinarias establece lo siguiente:

- (e) Misión. La misión del Grupo de Trabajo Especial será:
  - (i) estudiar y evaluar si las prácticas y técnicas de interrogatorio del Manual de Campo del Ejército 2 22.3, cuando son empleadas por departamentos o agencias fuera del ejército, proporcionan un medio adecuado para la adquisición de la inteligencia necesaria para proteger a la Nación, y, en caso justificado, recomendar cualquier orientación adicional o diferente para otros departamentos o agencias; y
  - (ii) estudiar y evaluar las prácticas de transferencia de personas a otros países con el fin de asegurarse de que esas prácticas cumplen con las leyes nacionales, las obligaciones internacionales y las políticas de los Estados Unidos y no dan lugar al traslado de personas a otros países para enfrentar tortura o de otra forma con el propósito o el efecto de socavar o eludir los compromisos u obligaciones de los Estados Unidos para garantizar la integridad personal de las personas bajo su custodia o control.

- (f) Administración. El Grupo de Trabajo Especial se establecerá para fines administrativos dentro del Departamento de Justicia y el Departamento de Justicia deberá, en la medida permitida por la ley y sujeto a la disponibilidad de créditos, proveer apoyo administrativo y financiación al Grupo de Trabajo Especial.
- (g) Recomendaciones. El Grupo de Trabajo Especial presentará un informe al Presidente, a través del Asistente del Presidente para Asuntos de Seguridad Nacional y el Asesor del Presidente, sobre los asuntos establecidos en el inciso (d) dentro de los 180 días siguientes a la fecha de esta orden, a menos que el presidente determine que es necesaria una extensión.
- (H) Terminación. El Presidente dará por terminado el Grupo de Trabajo Especial a la finalización de sus funciones.

El 2 de noviembre de 2009 el Tribunal de Apelaciones del Segundo Circuito al pronunciarse sobre el caso del ciudadano canadiense Maher Arar, dictaminó que las víctimas de entregas extraordinarias no pueden demandar a Washington por la tortura sufrida en el extranjero, porque el Congreso no ha autorizado tales demandas.
El 15 de septiembre de 2010, PolitiFact (sitio administrado por un grupo de periodistas y editores que se ocupan de chequear las afirmaciones de políticos, miembros del Congreso y otras personas relevantes y contrastar dichas afirmaciones con hechos comprobados) escribió sobre el historial de la administración Obama en las entregas:
El gobierno ha anunciado nuevas garantías procesales relativas a los individuos que son enviados a países extranjeros. El presidente Obama también se comprometió a cerrar los centros clandestinos de detención de la CIA, y parece que hay evidencia anecdótica de que no están sucediendo entregas extremas, al menos no tanto como durante la administración Bush. Sin embargo, grupos de derechos humanos dicen que estas medidas de seguridad son insuficientes y que las recomendaciones del Grupo de Trabajo del Departamento de Justicia aún permiten a los EE. UU. enviar personas a países extranjeros.
A partir del año 2010, durante la Administración de Obama se desarrolló la base de datos conocida como “Disposition Matrix”, (“Matriz de Disposición”), que mediante recursos de tecnología de la información altamente sofisticados y en constante evolución, gestiona volúmenes masivos de datos de personas sospechosas de representar una amenaza para los intereses de EE. UU.
La aplicación produce además información sobre las diferentes alternativas de acción sobre los sospechosos, entre ellas, la rendición extraordinaria o el asesinato selectivo.